# João Escoto Erígena

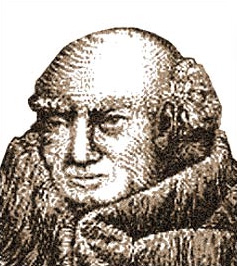
João Escoto Erígena

João Escoto Erígena (em latim: Johannes Scotus Eriugena; Irlanda, 810 — Paris, 877), também conhecido como Escoto de Erigena, foi um Filósofo, teólogo e tradutor irlandês da corte de Carlos, o Calvo. Expoente máximo do renascimento carolíngio, no século IX, Erígena concentrou seus estudos nas relações entre a filosofia grega e os princípios do cristianismo.

## Biografia
Suas origens irlandesas podem ser deduzidas do seu nome. De fato, ele era scoto, ou melhor, habitante da Scotia Maior, que era o nome da Irlanda, na época. Além disso, em seus manuscritos, assinava Eriugena, que significa "irlandês" (Ériu + gena).
Em 843 transferiu-se para o reino dos francos, para dirigir a Schola Palatina de Carlos o Calvo. Na corte, ensinou gramática e dialética. Além disso, o rei encarregou-o de traduzir, do grego, o Corpus Areopagiticum ou Corpus Dionysianum, de Pseudo-Dionísio o Areopagita, obra que Escoto Erígena estudou e comentou em latim, aproximando-se do neoplatonismo. 
Erígena foi  também estudioso e tradutor dos escritos de Orígenes e dos Padres da Capadócia, dentre os quais São Basílio Magno, São Máximo o Confessor e São Gregório de Níssa. Suas traduções  tornaram acessíveis aos pensadores ocidentais os escritos dos fundadores da teologia cristã.
A sua filosofia segue a linha de Agostinho com relação ao platonismo e à teologia negativa. Erígena quis explicar a realidade através de um sistema racional e unitário que contradizia o dualismo da religião — segundo o qual, Deus e Mundo são duas realidades diferentes — e os dogmas relativos à criação do mundo e à vontade divina.
Sua obra caracterizou-se pela poderosa síntese filosófico-teológica e pela obscuridade estrutural. Para ele, razão e fé são fontes válidas de conhecimento verdadeiro e por isso não podem estar em contradição; mas se assim ocorresse, a razão divina e as escrituras deveriam prevalecer. Essa afirmação, juntamente com a perspectiva de tendência panenteística que ele sustenta em De divisione naturae, valeram-lha a suspeita de heresia.
Concebeu a natureza sob quatro categorias cujo ponto de partida era Deus e cujo termo terminava em Deus, portanto, como um círculo que parte do Supremo e volta para ele. Tudo começa no Supremo e retorna ao Supremo. Está no Uno várias perspectivas legítimas sobre como finitas. Todos os seres criados são assim absorvidos pelo seu criador. A noção de bem e mal é específica para a manifestação como tempo e espaço; inocentes e culpados precisam conhecer um destino temporal estrangeiro ou não ao destino eterno. O inferno não é um lugar terrestre, de manifestação espacial, mas nada está fora do espaço da natureza divina; todavia, é ser, dor e cegueira.
Sobre sua morte circularam diversas histórias fantásticas. Segundo uma delas, após a morte do seu protetor, Carlos o Calvo, Erígena refugiou-se na Inglaterra, junto ao Alfredo o Grande, e lá teria sido assassinado  a golpes de pena, por alguns monges  que o consideravam  herético.
Seus principais livros foram De prǣdestinatione (851), que foi condenado pelas autoridades eclesiásticas, em concílio, e De divisione naturæ (862-866), sua obra mais conhecida e também a mais importante, na qual mostra sua visão sobre a origem e a evolução da natureza, na tentativa de conciliar a doutrina neoplatônica da emanação com o dogma cristão da criação. Posteriormente, esse livro também seria condenado pela Igreja Católica.
Posteriormente, suas ideias inspirariam os Irmãos do Livre Espírito.